# Міст Століття (Панама)
9°01′48″ пн. ш. 79°38′08″ зх. д. / 9.030052° пн. ш. 79.635687° зх. д.
Міст Століття (ісп. Puente Centenario) — основний міст через Панамський канал. Був побудований на додаток до перевантаженого Мосту двох Америк і як його заміна на Панамериканському шосе.
Після свого відкриття в 2004 році міст став другим нерозвідним мостом через канал.

## Опис
Міст Століття став другим основним шляхом перетину Панамського каналу, першим був Міст двох Америк.
Раніше невеликі допоміжні мости були вбудовані в конструкцію шлюзів Мірафлорес та Гатун, але вони могли використовуватися лише тоді, коли ворота шлюзу зачинялися, тому вони мали обмежену пропускну спроможність.
Міст Століття розташований за 15 км на північ від Міста двох Америк.
Він перетинає проріз Кулебра неподалік шлюзу Педро Мігель.
Нова гілка автостради, що сполучає через міст Аррайхан на заході із Сьєрро-Патаконом на сході, значно скоротила затори на Мосту двох Америк.

## Історія
Міст двох Америк, що відкрився в 1962 році, був тоді єдиною високопропускною спорудою, що перетинає Панамський канал.
Спочатку рух мостом становив близько 9500 автомобілів на добу.
Згодом його було розширено, і до 2004 року міст пропускав вже понад 35000 автомобілів на добу.
Оскільки міст став основним вузьким місцем на Панамериканському шосе, панамське міністерство зайнятості оголосило у жовтні 2000 тендер на другий міст через канал
.
Контракт на будівництво мосту було укладено у березні 2002 року.
Для будівництва був розроблений амбітний графік, розрахований всього на 29 місяців, з метою, щоб міст був відкритий до 90-річчя першого транзитного проходу по Панамському каналу вантажного судна «Ancon» 15 серпня 1914 року.
Міст був названий на честь сторіччя Панами, яке відзначалося 3 листопада 2003 року.
Новий міст був розроблений тимчасовим товариством двох корпорацій: «T. Y. Lin International» і «Louis Berger Group», і побудований міжнародною компанією «Bilfinger», дислокованої у Німеччині, з використанням ресурсів своєї австралійської філії «Baulderstone Hornibrook».
Концепцію та початковий естетичний дизайн Моста Століття розробив бостонський транспортний архітектор Мігель Росалес із фірми «Rosales + Partners».
Структурні інженерні контракти були виконані фірмою «Leonhardt, Andrä and Partner».
Міст був відкритий відповідно до графіка 15 серпня 2004, але для руху він був відкритий 2 вересня 2005, після завершення будівництва нових доріг, що ведуть до нього
г.
У грудні 2010 року після сильних дощів і повені частина під'їзних шляхів до мосту було зруйновано
.
У листопаді 2011 року було відновлено повний рух
.

## Конструкція
Міст має вантову конструкцію, його загальна довжина становить 1052 м.
Довжина головного прольоту дорівнює 420 м, і має кліренс над каналом на 80 м, що дозволяє проходити під ним великим судам.
Міст спирається на два пілони висотою 184 м. Настил моста має шість смуг руху транспорту через канал.
Конструкція мосту дозволяє витримувати землетруси, які часто відбуваються у районі каналу.
Західний пілон мосту віддалений від каналу на 50 м, щоб забезпечити простір для майбутнього розширення Панамського каналу.